# 上越モール
上越モール（じょうえつモール）は、新潟県上越市の国道18号上新バイパス沿線にある平屋建てのショッピングセンター（SC）。バローを核として2008年（平成20年）にオープンしたが、2021年3月からはラ・ムーが核店舗となっている。

## 沿革
国道18号上新バイパス沿線の樋場新町土地区画整理事業（2005年度～2012年度）地内に建設が進められ、2008年4月にオープンした。低価格重視の食品スーパー「バロー上越店」を核として、衣料品の「ハニーズ」「西松屋」「ABCマート」をはじめとする32のテナントが鉄骨平屋建ての建物内に入る形となった。同じ敷地にはケーズデンキも2008年秋に出店した。
バローの新潟県進出はこれが初めてであったが、その後も2012年に下門前店、2016年に上越寺店がオープンして上越市内3店舗となった。
しかし2020年初め、バローは上越店を含む上越市内3店舗の閉店を表明し、2020年4月にいずれも閉店。新潟県内のスーパー事業から撤退となった。上越モール内の他のテナントは営業継続されたが一部は撤退した。なお、バローの他の2店舗は同年6月よりイオンの食品スーパーとしてオープンした。
その後、上越モールの核テナントとしてラ・ムーの進出が決定し、2021年3月にオープンした。ラ・ムーは2017年の長岡市出店により新潟県初出店を果たして以降進出を進め、その後にオープンした燕市や江南区の店舗に次いで当店は県内4店目である。

## 現在の主な店舗
- ラ・ムー 上越モール店
- ABCマート 上越モール店
- マックハウス 上越モール店
- クラフトハートトウカイ 上越モール店
- 西松屋 上越モール店
- メガネスーパー 上越モール店
- ダイソー 上越モール店
- ソフトバンク 上越モール
- サイゼリヤ 上越モール店
- ミスタードナツ 上越ショップ
- ヤマハ音楽教室 上越モールセンター
- ヤマハ英語教室 上越モールセンター

## 交通アクセス
自動車
- 上新バイパス子安交差点からすぐの立地である。長野方面からは直結するランプもある。

公共交通
- 敷地内には路線バスの 上越モール前バス停が設けられており、高田城下方面をはじめとする各方面からのバスが発着する。運行はいずれも頸城自動車グループ。以下は2021年3月改正時点での情報である[11]。
  - 1 上越大通り線（上越モール前・悠久の里前～高田駅前～新井バスターミナル）
  - 5 教育大学線（上越モール前・悠久の里前～高田本町通り～上越教育大学～直江津駅前）
  - 7 春日山・佐内線（上越モール前・悠久の里前～高田本町通り～春日山駅前～直江津駅前～佐内入口）
  - 41 宮口線（高田駅前～上越モール前～牧区）
  - 47 清里線（高田駅前～上越モール前～清里区）

## 周辺
1 km圏内には以下の施設のほか、食品スーパーの競合相手として「ナルス鴨島店」「クスリのアオキ鴨島店」がある。
- 新潟県道186号板倉直江津線
- 新潟県立中央病院
- 新潟県立看護大学